# Ponoviče
Ponoviče – wieś w Słowenii, w gminie Litija. W 2018 roku liczyła 211 mieszkańców.